# Brusturi, Sălaj
Brusturi (în maghiară: Somróújfalu) este un sat în comuna Creaca din județul Sălaj, Transilvania, România.

## Scurt istoric
Așezat pe malul drept al Agrijului, satul Brusturi apare în primele documente în anul 1585 cu numele de Ujfalu ceea ce în ungurește înseamnă ,,sat nou”. De-a lungul timpului această particulă apare în componența numelui satului când e denumit în maghiară iar când este specificată denumirea românească numele este Brusturi sau un cuvânt din aceeași familie. În 1602 de exemplu, numele satului era Vyfalu.
Primele date despre populația care exista aici a apărut după recensămintele din anii 1715 și 1720 din Transilvania (Magyarorszag népessége Pragmatica Sanctio Lorábam 1720-21).  În aceste statistici nu apar date despre Brusturi decât din anul 1720 când se arată că aici existau 2 familii de nemeși (proprietari de pământ), 9 familii de iobagi, 9 familii de jeleri(zilieri) și încă alte 7 familii. După câțiva ani, în 1733, în Conscripția episcopului Inocentiu Klein ale cărei date au fost publicate în 1908 de către Augustin Bunea în lucrarea sa ,,Din istoria românilor. Episcopul Ioan Inocentiu Klein”. La pagina 309, satul Brusztur apare ca fiind locuit de 27 de familii, fiind, după Jac, al doilea ca mărime în acele vremuri între satele care sunt acum în comuna Creaca. O altă conscripție, cea din 1750, făcută de către ,,Archidiaconatus Szamos Udvarhedyiensis”, la capitolul ,,Cottus Doboka” (pagina 286), arată că în Somonyuifalva existau deja 114 locuitori.
Între anii 1768-1773, autoritățile austriece care stăpâneau și Transilvania, la comanda împărătesei Maria Tereza și apoi sub împăratul Iosif al II-lea, au întocmit hărți topografie de o acuratețe extraordinară, hărți pe care se pot observa cele mai mici detalii, lucru remarcabil pentru o hartă realizată cu 250 de ani în urmă. De remarcat este faptul că drumul principal (drumul regesc) care venea de la Zalău prin Brebi și Creaca și mergea prin Românași înspre Cluj trecea prin satul Brusturi, apoi continua pe partea dreaptă a Agrijului  și nu pe unde trece acum actualul drumul județean. Acest lucru se poate vedea și pe harta  cu zona satului Brusturi, întocmită între 1768-1773.
La recensământul din 1786 (pag.290-291) satul avea 45 de case, 57 locuințe și 307 locuitori. În anul 1837, Hodor Karoly, în lucrarea sa ,,Doboka vármegye természeti ées polgári esmértetesé, által Koloszvártt, 1837” la pagina 536, ne arată că în Brusturi erau 40 de case și 261 locuitori. În anul 1848 aici erau 280 de locuitori. Până în 1918 denumirea satului în documentele ungurești a fost invariabil aceea de Somróújfalu sau Somró Ujfalu, iar varianta românească era de Brusztur.
În a doua jumătate a secolului al XIX-lea și începutul sec. XX, în Transilvania se fac mai multe recensăminte: în anii 1850, 1857, 1869, 1880, 1890, 1900 și 1910 din care am putut lua date valoroase despre satul Brusturi. Datele acestor recensăminte au fost publicate în seria de volume ,,Studia Censualia Transsilvanica” publicate de editura Staff în anii ᾽90. De asemenea, date despre sat se află și din studierea șematismelor făcute de biserica greco-catolică. Șematismele sunt condici în care se înregistrau date despre biserică, școală, locuitori, etc. și erau publicate o dată la câțiva ani. Șematismele în care apare satul Brusturi au fost cele ale Arhidiecezei de Alba Iulia din 1865 (pag. 106),  ale Arhidiecezei Albei Iulii și Făgărașului din ani: 1871 (pag. 91), 1876 (pag. 93), 1880 (pag. 97), 1886 (pag. 107), 1890 (pag. 100), 1896 (pag. 111), 1906 (pag. 113) și 1911 (pag. 94). Datele sintetizate ale acestor șematisme, respectiv recensăminte sunt prezentate mai jos:
1850: 57 case, 75 locuințe, 326 locuitori (289 români, 20 unguri, 12 evrei, 5 țigani); 178 bărbați       (108 necăsătoriți, 68 căsătoriți, 2 văduvi, 18 încorporabili); 148 femei (72 necăsătorite, 67 căsătorite, 9 văduve). De asemenea sătenii aveau 12 cai și 175 vaci. Din punct de vedere al religiei, erau 283 de greco-catolici, 14 romano-catolici, 17 reformați și 12 izraeliți.
1857: 61 case, 62 locuințe, 275 locuitori (255 români, 10 unguri, 10 evrei), 143 bărbați (79 necăsătoriți, 58 căsătoriți, 3 văduvi), 139 femei (66 necăsătorite, 58 căsătorite, 15 văduve). În acest an sunt consemnați 255 greco-catolici, 2 ortodocși, 5 romano-catolici, 10 reformați și 10 izraeliți.
1865: 250 locuitori, 
1869: 322 locuitori 
1871: 300 locuitori 
1876: 280 locuitori
1869: 322 locuitori (295 greco-catolici, 3 romano-catolici, 12 reformați și 12 evrei)
1880: 63 case, 309 locuitori (287 români, 13 unguri, 1 german, 8 de alte naționalități); erau 272 greco-catolici, 6 ortodocși, 8 romano-catolici, 4 reformați, 19 izraeliți;
1886: 380 locuitori,
1890: 335 locuitori (293 români, 20 unguri, 21 germani, 1 de altă naționalitate); 293 dintre locuitori  erau greco-catolici, 8 romano-catolici, 13 reformați, 21 izraeliți
În 1895 în Transilvania se face un recensământ agricol. Datele acestuia ne arată, parțial, care era nivelul de trai al oamenilor în acele timpuri. Satul deținea 481 iugăre de pământ arător, 18 iugăre de grădini, 145 iugăre de fânețe și 4 de vii. Pășuni erau 172 iugăre iar păduri doar 150. În sat erau doar 2 atelaje cu 2 cai, 4 atelaje cu 1 bou și 3 cu bivoli. Sătenii aveau 86 de vaci, juninci și viței, 44 de boi și juncani, 21 bivoli, 16 capre, 55 de porci, 118 oi, 620 de păsări și 23 coșnițe cu albine. În ce privește pomii fructiferi din grădini și livezi, aici erau 220 de meri, 77 peri, 6 cireși, 39 piersici, 960 pruni și 163 nuci.
1896: 335 locuitori
1900: 73 case, 329 locuitori (306 români, 10 evrei, 12 unguri, 1 altă naționalitate); 295 din aceștia aveau religia greco-catolică, 11 erau ortodocși, 5 romano-catolici, 8 reformați, și 10 erau izraeliți. Hotarul satului în 1900 cuprindea următoarele terenuri: Râtul morii, Pietri, Glodurele, Deal, Dos, Șes.
1906: 409 locuitori
1910: 86 case, 423 locuitori (391 români, 30 unguri și 2 de altă naționalitate); statistica arată că 379 erau greco-catolici, 14 ortodocși, 13 romano-catolici, 8 reformați, 1 unitarian și 8 izraeliți. 
1911: 423 locuitori
1920: 424 locuitori (412 români, 12 unguri), 86 de case
1930: 498 locuitori (476 români și 22 unguri); existau 426 greco-catolici, 11 ortodocși, 8 romano-catolici, 13 reformați și 40 baptiști. 
1941: 515 locuitori (503 români, 11 unguri și 1 țigan); 370 erau greco-catolici, 18 ortodocși, 3 romano-catolici, 9 reformați și 115 baptiști.
1956: 460 locuitori
1966: 415 locuitori români
1977: 339 locuitori români
1992: 225 locuitori români, din care 162 erau ortodocși, 14 greco-catolici și 49 baptiști
2002: 192 locuitori
2011: 179 locuitori
2016: 134 case, 194 locuitori